# Litosomini
Tribu
Les Litosomini sont une tribu d'insectes coléoptères  de la famille des Dryophthoridae.

## Synonyme
- Calandrini

## Genres
- Daisya Anderson, 2003
- Eucalandra Faust, 1899
- Ganae Pascoe, 1885
- Melchus Lacordaire, 1866
- Microspathe Faust, 1899
- Neophrynoides O'Brien & Wibmer, 1982
- Sitophilus Schönherr, 1838
- Toxorhinus Lacordaire, 1866